# Mesua nivenii
Mesua nivenii är en tvåhjärtbladig växtart som beskrevs av T.C. Whitmore. Mesua nivenii ingår i släktet Mesua och familjen Calophyllaceae. Inga underarter finns listade i Catalogue of Life.